# 오우라정
오우라정(일본어: 大浦町)은 일본 가고시마현  미나미사쓰마시의 오아자로 이전의 가와나베군에 해당한다. 구 사쓰마현 가와베군 가세다정 오우라촌, 가와베군 니시가세다촌 오우라, 가와베군 가사사촌 오우라, 가와베군 가사사촌 오우라, 가와베군 오우라촌(오아자 없음), 가와베군 오우라정(오아자 없음)로 구성된다. 인구는 2,363명, 세대수는 1,085세대(2010년 10월 1일 기준)[1]이다. 우편번호는 4713번부터 5277번까지는 898-0221, 그 외는 897-1201이다.
현재의 미나미사쓰마시 오우라정은 1951년에 가사사정에서 분리되어 오우라촌으로 설치되어 1961년)에 정령시행된 오우라정의 구역으로, 1951년 오우라촌 성립 이후 오우라촌 및 정령 시행 후의 오우라정에는 오아자가 존재하지 않았기 때문에 2005년 신설 합병시 이전의 자치단체인 가와베군 오우라정 전역을 포함하여 미나미사쓰마시 오우라정(大浦町)가 설치되었다.

## 지리
사쓰마 반도의 남서부, 오우라강 유역에 위치한다. 시역의 남쪽으로는 미나미사쓰마시 보즈마치 쿠시, 서쪽으로는 미나미사쓰마시 보노쓰정 아키메, 가사사정 아카부키, 동쪽으로는 미나미사쓰마시 가세다코미나토, 가세다타케다, 가세다쓰누키에 각각 인접하고 있으며, 남서쪽 끝과 북쪽은 동중국해와 접하고 있다.
지역 북단부를 해안을 따라 국도 226호가 지나고 있다. 또한, 보즈마치 쿠시부터 지역 내 오시로까지를 연결하는 가고시마현도 272호 쿠시 오우라선이 지역 중앙부를 남북으로 관통하고 있으며, 가고시마현도 271호 아키메 가미츠누키선이 보노쓰정 아키메에서 오우라 초등학교 부근을 지나 가세다쓰누키까지를 연결하고 있다. 가고시마현도 270호 구시카미쓰누키선은 남서쪽 끝의 가세다츠누키와 오우라정의 경계 위를 지나고 있다.
지역 중앙부에 미나미사쓰마시청 오우라 출장소(구 오우라초 사무소), 미나미사쓰마시립 오우라 초등학교, 미나미사쓰마시립 오카사 중학교(2013년 오우라 중학교와 카사사 중학교를 통합해 신설)가 위치해 있다.
지역 서부에 위치한 가고시마현립 카사사 고등학교는 1948년(쇼와 23년)에 가고시마현 가사사 고등학교로 설립되어 1952년에 가사사정, 오우라촌, 보노쓰정 조합설립, 1962년에 가고시마현으로 이관되었다. 이에 따라 학생 모집을 중단하고 2006년에 폐교되었다.

## 역사
오우라정 전역에서 조몬시대의 것으로 보이는 토기가 출토되고 있으며, 특히 오오우라강 상류의 대지에 집중적으로 분포하고 있는 것으로 보아 인근에는 조몬시대부터 인류가 거주하고 있었던 것으로 보인다
- 1889년 4월 1일 - 정촌제 시행에 의해 니시가세다촌이 성립하였다.
- 1922년 12월 31일 - 니시가세다촌이 가사사촌으로 개칭되었다.
- 1940년 10월 11일 - 가사사촌이 정으로 승격해 가사사정이 되었다.
- 1951년 11월 1일 - 가사사정에서 오아자 오우라의 구역이 분립해 오우라촌이 성립하였다.
- 1961년 11월 11일 - 정으로 승격해 오우라정이 되었다.
- 2005년 11월 7일 - 인근 1시 4정이 신설합병해 미나미사쓰마시가 되어 자치체로서는 소멸하였다. 가와베군 오우라정 전체가 미나미사쓰마시 오우라정이 되었다.

## 교통

### 도로
- 국도 226호선

## 참고 문헌
- 角川日本地名大辞典編纂委員会,『角川日本地名大辞典 鹿児島県』1983, 角川書店